# ريمير-مونتجولي
ريمير-مونتجولي (بالفرنسية: Remire-Montjoly)‏ هي إحدى بلديات دائرة كايين بغويانا الفرنسية. تقع المنطقة جنوب شرق كايين، وتنتشر المناطق السكنية على طول الساحل.